# قريب بما فيه الكفاية
قريب بما فيه كفاية (بالإنجليزية Close Enough) هو مسلسل رسوم متحركة أمريكي كوميدي موجه للكبار من تأليف جاي جي كوينتيل لي كرتون نتورك ، البرنامج من انتاج استوديوهات كرتون نتورك وسيصدر حصريا في 09 يوليو 2020.

## القصة
تدور أحداث المسلسل حول زوجين من الألفية وابنتهما البالغة من العمر خمس سنوات وأصدقائهم المطلقين الذين يعيشون معه في دوبلوكس في لوس انجلوس

## الإصدار
تم الإعلان عن المسلسل في مايو 2017 ،بعد أربعة أشهر من اختتام سلسلة جاي جي كوينتيل السابقة العرض العادي وتم التخطيط له في الأصل للبث على TBS ولكن تم تأجيله عدة مرات، وخططت tbs للرسوم المتحركة للعرض الأول لكن عند الإنتاج تم ايقافه من قبل الشرطة بسبب سوء السلوك الجنسي المزعوم لي لويس سي.كي.، في 29 أكتوبر 2019 تم الإعلان أن المسلسل سينقله بدلاً من ذلك على HBO Max، تم عرض الحلقة الأولى لأول مرة في مهرجان Annecy International Animated Film Festival في 15 يونيو 2020

## روابط خارجية
- قريب بما فيه الكفاية على موقع IMDb (الإنجليزية)
- قريب بما فيه الكفاية على موقع روتن توميتوز (الإنجليزية)
- قريب بما فيه الكفاية على موقع نتفليكس (الإنجليزية)
- قريب بما فيه الكفاية على موقع كينوبويسك (الروسية)
- قريب بما فيه الكفاية على موقع قاعدة بيانات الفيلم (الإنجليزية)